# Rachid Berradi
Rachid Berradi (ur. 29 sierpnia 1975 w Meknes, Maroko) – włoski lekkoatleta, specjalizujący się w biegach długodystansowych i przełajowych.
Medalista Letniej Uniwersjady (1997) oraz Młodzieżowych Mistrzostw Europy (1997). Pięciokrotny mistrz Włoch w biegu na 10 000 metrów, półmaratonie oraz biegach przełajowych. Uczestnik Letnich Igrzysk Olimpijskich (Sydney 2000) w biegu na 10 000 metrów.

## Osiągnięcia
- Letnia Uniwersjada, Katania 1997
  - brązowy medal – bieg na 10 000 m
- Młodzieżowe Mistrzostwa Europy, Turku 1997
  - złoty medal – bieg na 10 000 m
  - srebrny medal – bieg na 5000 m
- Letnie Igrzyska Olimpijskie, Sydney 2000
  - XVII miejsce – bieg na 10 000 m
- Mistrzostwa Włoch[2]
  - 5 złotych medali – bieg na 10 000 m (1997), półmaraton (2000), biegi przełajowe (1999, 2000, 2002)

## Rekordy życiowe
- bieg na 3000 metrów
  - stadion – 8:01,24 (1998)
- bieg na 5000 metrów
  - stadion – 13:31,79 (2002)
- bieg na 10 000 metrów
  - stadion – 27:54,23 (2000)
- półmaraton
  - 1:00:20 (2002) – rekord Włoch
- maraton
  - 2:23:15 (2000)